# Protagoras (kráter)

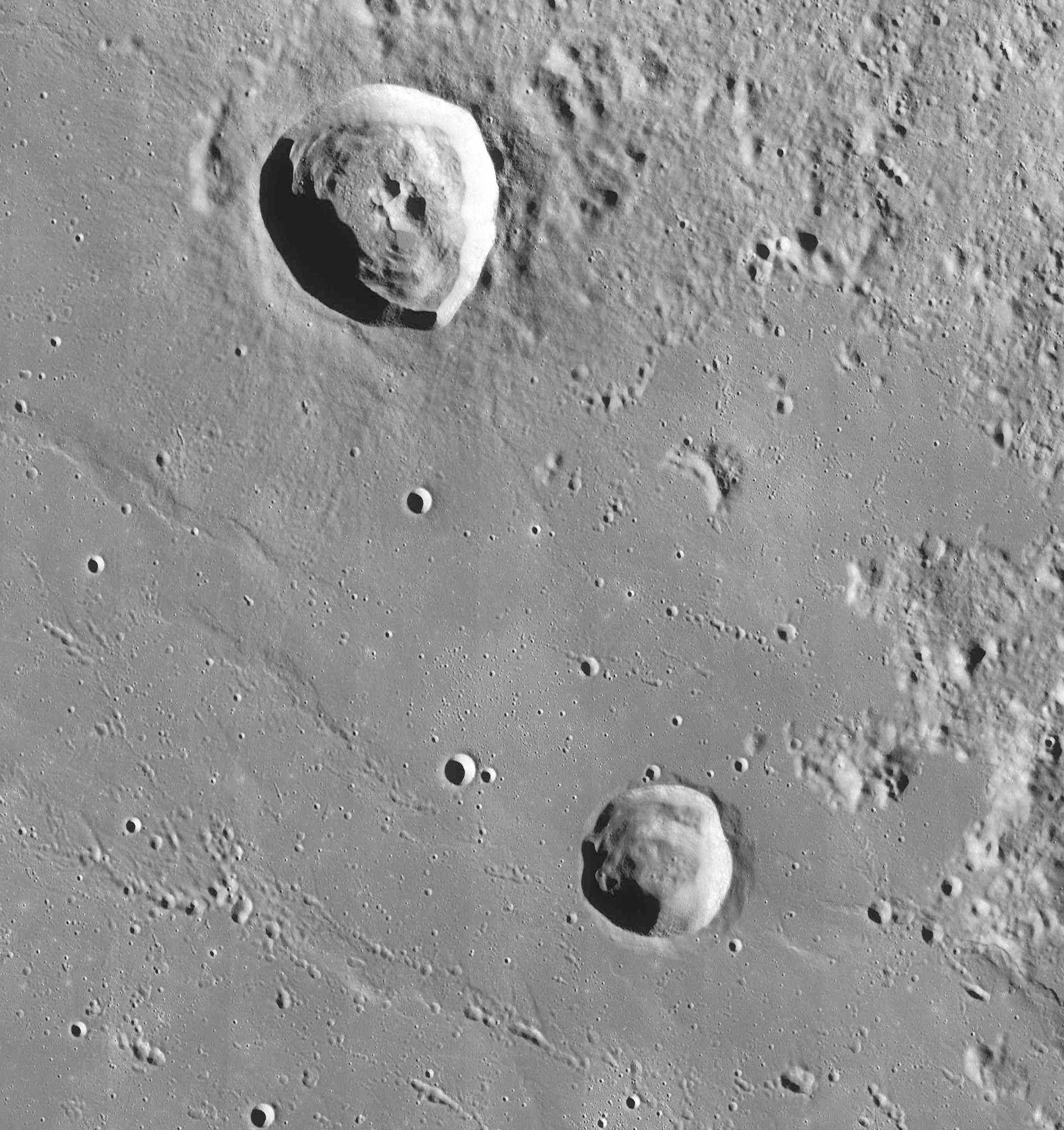
Kráter Protagoras (dole). Nahoře je kráter Archytas.

Protagoras je měsíční impaktní kráter nacházející se v Mare Frigoris (Moře chladu) na přivrácené straně Měsíce. Má průměr 22 km, pojmenován byl podle řeckého antického filosofa Prótagora z Abdér.
Severozápadně leží větší kráter Archytas, jižně ústí do Moře chladu dlouhé údolí Vallis Alpes, které se táhne z Mare Imbrium (Moře dešťů) napříč pohořím Montes Alpes (Alpy).

## Satelitní krátery
V okolí kráteru se nachází několik menších kráterů. Ty byly označeny podle zavedených zvyklostí jménem hlavního kráteru a velkým písmenem abecedy.
| Protagoras | Sel. šířka | Sel. délka | Průměr |
| ---------- | ---------- | ---------- | ------ |
| B          | 56.3° S    | 5.7° V     | 4 km   |
| E          | 49.5° S    | 0.5° V     | 6 km   |